# مرحلة التأهيل والدور الفاصل في دوري أبطال أوروبا 2012–13
تقدم هذه المقالة تفاصيل مرحلة التأهيل والدور الفاصل في دوري أبطال أوروبا 2012–13.
جميع الأوقات حسب توقيت وسط أوروبا الصيفي (ت ع م+02:00).

## مواعيد المراحل والقرعات
تقام جميع القرعات بمقر الاتحاد الأوروبي لكرة القدم في نيون، سويسرا.
| الدور                 | موعد ووقت القرعة    | المواجهة الأولى         | المواجهة الثانية |
| --------------------- | ------------------- | ----------------------- | ---------------- |
| الدور الأول التأهيلي  | 25 يونيو 2012 12:00 | 3–4 يوليو 2012          | 10–11 يوليو 2012 |
| الدور الثاني التأهيلي | 25 يونيو 2012 12:00 | 17–18 يوليو 2012        | 24–25 يوليو 2012 |
| الدور الثالث التأهيلي | 20 يوليو 2012 12:00 | 31 يوليو – 1 أغسطس 2012 | 7–8 أغسطس 2012   |
| الدور الفاصل          | 10 أغسطس 2012 12:00 | 21–22 أغسطس 2012        | 28–29 أغسطس 2012 |

## النظام
يوجد مسارين إثنين يصفل الفرق خلال التصفيات: 
- مسار الأبطال، الذي يشمل جميع الأبطال المحليين الذين لم يتأهلوا تلقائياً إلى دور المجموعات.
- مسار الدوري (يدعى أيضاً مسار غير الأبطال أو مسار صاحبي أفضل مركز)، الذي يشمل جميع الأبطال غير المحليين الذين لم يتأهلوا تلقائياً إلى دور المجموعات.

تلعب كل مواجهة بنظام مبارتين ذهاب وإياب، حيث يلعب كل فريق مباراة واحدة على أرضه. الفريق الذي تكون النتيجة الإجمالية لصالحه يتقدم إلى الدور التالي. عندما تكون تنتهي النتيجة الكلية بالتعادل، سيطبق قانون الأهداف خارج القواعد، أي الفريق الذي سجل أهدافا أكثر خارج ملعبه في المباراتين يتأهل. إذا كانت الأهداف خارج القواعد أيضا متساوية، حينها تلعب ثلاثين دقيقة من الوقت الإضافي، تقسم إلى شوطين من خمسة عشر دقيقة. قانون الأهداف خارج القواعد يطبق مرة أخرى بعد الوقت الإضافي، أي إذا تم تسجيل أهداف خلال الوقت الإضافي والنتيجة الإجمالية لا تزال متعادلة، يتأهل الفريق الضيف بفضل المزيد من الأهداف خارج قواعده. أذا لم يتم تسجيل أهداف خلال الوقت الإضافي، تحسم نتيجة المواجهة عبر ركلات الترجيح.

## الفرق
في الأدنى تظهر الفرق الـ54 (40 فريق من مسار الأبطال، 14 فريق من مسار الدوري) الذين سيشاركون في مرحلة التأهيل والدور الفاصل، مجتمعين حسب جولات البداية. الفائزون الـ10 من الدور الفاصل (5 فرق من مسار الأبطال، 5 فرق من مسار الدوري) سيتأهلون إلى دور المجموعات للانضمام إلى 22 متأهل تلقائي. الفرق الخاسرة من الدور الثالث التأهيلي والدور الفاصل سينتقلون إلى لدور الفاصل من دوري أوروبا 2012–13 ودور المجموعات على التوالي.
| مفاتيح الألوان                                                            |
| ------------------------------------------------------------------------- |
| تأهل إلى دور المجموعات                                                    |
| تم إقصائه في الدور الفاصل; انتقل إلى دور المجموعات من دوري أوروبا         |
| تم إقصائه في الدور التأهيلي الثالث; انتقل إلى الدور الفاصل من دوري أوروبا |
| تم إقصائه في الدور التأهيلي الأول أو الثاني                               |

| الدور الفاصل         | الدور الفاصل |
| فريق                 | معامل        |
| مسار الدوري          | مسار الدوري  |
| -------------------- | ------------ |
| براغا                | 63.069       |
| سبارتاك موسكو        | 46.066       |
| أودينيزي             | 38.996       |
| ليل                  | 38.835       |
| مالقا                | 16.837       |
| بوروسيا مونشنغلادباخ | 15.037       |

| الدور التأهيلي الثالث | الدور التأهيلي الثالث |
| فريق                  | معامل                 |
| مسار الأبطال          | مسار الأبطال          |
| --------------------- | --------------------- |
| آندرلخت               | 48.480                |
| سيلتيك                | 32.728                |
| سي إف آر كلوج         | 18.764                |
| مسار الدوري           |                       |
| دينامو كييف           | 62.026                |
| باناثينايكوس          | 50.920                |
| كوبنهاغن              | 46.505                |
| فنربختشة              | 41.310                |
| كلوب بروج             | 35.480                |
| فاسلوي                | 13.764                |
| فيينورد               | 12.603                |
| ماذرويل               | 6.728                 |

| الدور التأهيلي الثاني | الدور التأهيلي الثاني |
| فريق                  | معامل                 |
| مسار الأبطال          | مسار الأبطال          |
| --------------------- | --------------------- |
| بازل                  | 53.360                |
| باتي بوريسوف          | 29.641                |
| ريد بول سالزبورغ      | 29.225                |
| دينامو زغرب           | 24.774                |
| زيلينا                | 14.974                |
| بارتيزان              | 14.350                |
| هلسينغبورغ            | 12.680                |
| شريف تيراسبول         | 9.849                 |
| ديبريتسين             | 7.950                 |
| ماريبور               | 6.424                 |
| فنتسبليس              | 5.674                 |
| سلوفان ليبيريتس       | 5.570                 |
| شلوسك فروتسلاو        | 5.483                 |
| هلسنكي                | 5.326                 |
| أيل ليماسول           | 5.099                 |
| إكراناس               | 4.875                 |
| زستافوني              | 4.733                 |
| شامروك روفرز          | 4.475                 |
| إيروني كريات شمونة    | 4.400                 |
| مولده                 | 3.935                 |
| جيلييزنيتشار          | 3.683                 |
| كي أر                 | 3.566                 |
| لودوغوريتس رازغراد    | 2.850                 |
| ذا نيو سينتس          | 2.799                 |
| بودوتشنوست بودغوريتسا | 2.375                 |
| فلورا تالين           | 2.283                 |
| نيفتشي باكو           | 2.241                 |
| شاختار قراغندي        | 1.816                 |
| سكندربيو كورتشه       | 1.783                 |
| فاردار                | 1.133                 |
| أوليسيس               | 0.941                 |

| الدور التأهيلي الأول | الدور التأهيلي الأول |
| فريق                 | معامل                |
| مسار الأبطال         | مسار الأبطال         |
| -------------------- | -------------------- |
| لينفيلد              | 2.766                |
| إف.91 دوديلانغ       | 2.716                |
| فاليتا               | 2.616                |
| تري بيني             | 0.933                |
| لوسيتانوس            | 0.700                |
| بي36 تورسهافن        | 0.533                |

## الدور التأهيلي الأول

### التصنيف
| مصنف                          | غير مصنف                         |
| ----------------------------- | -------------------------------- |
| لينفيلد إف.91 دوديلانغ فاليتا | تري بيني لوسيتانوس بي36 تورسهافن |

### المباريات
| الفريق الأول   | إجم.        | الفريق الثاني | مباراة الذهاب | مباراة الإياب |
| -------------- | ----------- | ------------- | ------------- | ------------- |
| إف.91 دوديلانغ | 11–0        | تري بيني      | 7–0           | 4–0           |
| فاليتا         | 9–0         | لوسيتانوس     | 8–0           | 1–0           |
| لينفيلد        | 0–0 (4–3 ر) | بي36 تورسهافن | 0–0           | 0–0 (ب.و.إ.)  |

### المواجهة الأولى
| إف.91 دوديلانغ                                                                     | 7–0   | تري بيني |
| ---------------------------------------------------------------------------------- | ----- | -------- |
| ميليس 25' · بن زوين 29'، 53' · ليغروس 47' · يواكيم 51'، 90+3' · أورسي 78' (بالخطأ) | تقرير |          |

| فاليتا                                                                | 8–0   | لوسيتانوس |
| --------------------------------------------------------------------- | ----- | --------- |
| كاروانا 4' · ميفسود 10'، 18'، 45'، 70' · جوناتان 17'، 23' · أغيوس 72' | تقرير |           |

| لينفيلد | 0–0   | بي36 تورسهافن |
| ------- | ----- | ------------- |
|         | تقرير |               |

### المواجهة الثانية
| بي36 تورسهافن                                    | 0–0 (ب.و.إ.) | لينفيلد                         |
| ------------------------------------------------ | ------------ | ------------------------------- |
|                                                  | تقرير        |                                 |
| ركلات الترجيح                                    |              |                                 |
| ماتراس · دانييلسن · أولسن · ياكوبسن · تسيسليفيتش | 4 – 3        | إرفين · براون · كارفيل · ماكاول |

0–0 بمجموع المباراتين. فاز لينفيلد 4–3 بركلات الترجيح.
| لوسيتانوس | 0–1   | فاليتا      |
| --------- | ----- | ----------- |
|           | تقرير | جوناتان 16' |

فاليتا فاز 9–0 بمجموع المباراتين.
| تري بيني | 0–4   | إف.91 دوديلانغ                              |
| -------- | ----- | ------------------------------------------- |
|          | تقرير | يواكيم 28'، 34' · بن زوين 41' · غوميز 45+1' |

إف.91 دوديلانغ فاز 11–0 بمجموع المباراتين.

## الدور التأهيلي الثاني

### التصنيف
| المجموعة 1                                        | المجموعة 1                                                      | المجموعة 2                                               | المجموعة 2                                                        | المجموعة 3                                                              | المجموعة 3                                                                          |
| مصنف                                              | غير مصنف                                                        | مصنف                                                     | غير مصنف                                                          | مصنف                                                                    | غير مصنف                                                                            |
| ------------------------------------------------- | --------------------------------------------------------------- | -------------------------------------------------------- | ----------------------------------------------------------------- | ----------------------------------------------------------------------- | ----------------------------------------------------------------------------------- |
| باتي بوريسوف زيلينا ديبريتسين ماريبور أيل ليماسول | إيروني كريات شمونة جيلييزنيتشار لينفيلد† سكندربيو كورتشه فاردار | بازل ريد بول سالزبورغ هلسينغبورغ فنتسبليس هلسنكي إكراناس | شامروك روفرز مولده كي أر ذا نيو سينتس إف.91 دوديلانغ† فلورا تالين | دينامو زغرب بارتيزان شريف تيراسبول سلوفان ليبيريتس شلوسك وارسو زستافوني | لودوغوريتس رازغراد فاليتا† بودوتشنوست بودغوريتسا نيفتشي باكو شاختار قراغندي أوليسيس |

† لم تعرف هوية الفائزين في الجولة السابقة عند وقت القرعة

### المباريات
| الفريق الأول          | إجم.    | الفريق الثاني      | مباراة الذهاب | مباراة الإياب |
| --------------------- | ------- | ------------------ | ------------- | ------------- |
| سكندربيو كورتشه       | 1–3     | ديبريتسين          | 1–0           | 0–3           |
| ماريبور               | 6–2     | جيلييزنيتشار       | 4–1           | 2–1           |
| زيلينا                | 1–2     | إيروني كريات شمونة | 1–0           | 0–2           |
| باتي بوريسوف          | 3–2     | فاردار             | 3–2           | 0–0           |
| أيل ليماسول           | 3–0     | لينفيلد            | 3–0           | 0–0           |
| شامروك روفرز          | 1–2     | إكراناس            | 0–0           | 1–2           |
| فلورا تالين           | 0–5     | بازل               | 0–2           | 0–3           |
| ذا نيو سينتس          | 0–3     | هلسينغبورغ         | 0–0           | 0–3           |
| هلسنكي                | 9–1     | كي أر              | 7–0           | 2–1           |
| مولده                 | 4–1     | فنتسبليس           | 3–0           | 1–1           |
| إف.91 دوديلانغ        | 4–4 (أ) | ريد بول سالزبورغ   | 1–0           | 3–4           |
| سلوفان ليبيريتس       | 2–1     | شاختار قراغندي     | 1–0           | 1–1 (ب.و.إ.)  |
| لودوغوريتس رازغراد    | 3–4     | دينامو زغرب        | 1–1           | 2–3           |
| نيفتشي باكو           | 5–2     | زستافوني           | 3–0           | 2–2           |
| أوليسيس               | 0–2     | شريف تيراسبول      | 0–1           | 0–1           |
| فاليتا                | 2–7     | بارتيزان           | 1–4           | 1–3           |
| بودوتشنوست بودغوريتسا | 1–2     | شلوسك فروتسلاو     | 0–2           | 1–0           |

### المواجهة الأولى
| أوليسيس | 0–1   | شريف تيراسبول |
| ------- | ----- | ------------- |
|         | تقرير | جورجييف 61'   |

| فلورا تالين | 0–2   | بازل                    |
| ----------- | ----- | ----------------------- |
|             | تقرير | أ. فراي 65'، 87' (ركل.) |

| هلسنكي                                                                     | 7–0   | كي أر |
| -------------------------------------------------------------------------- | ----- | ----- |
| ماكيلا 13'، 78'، 83' · فايرينن 20' (ركل.) · بوهيانبالو 48'، 67' · شولر 57' | تقرير |       |

| نيفتشي باكو                              | 3–0   | زستافوني |
| ---------------------------------------- | ----- | -------- |
| إمامفردييف 22' · ووباي 24' · كاناليس 63' | تقرير |          |

| إف.91 دوديلانغ | 1–0   | ريد بول سالزبورغ |
| -------------- | ----- | ---------------- |
| يواكيم 75'     | تقرير |                  |

| سلوفان ليبيريتس | 1–0   | شاختار قراغندي |
| --------------- | ----- | -------------- |
| هاداشتشوك 23'   | تقرير |                |

| زيلينا      | 1–0   | إيروني كريات شمونة |
| ----------- | ----- | ------------------ |
| بياتشيك 82' | تقرير |                    |

| ذا نيو سينتس | 0–0   | هلسينغبورغ |
| ------------ | ----- | ---------- |
|              | تقرير |            |

| سكندربيو كورتشه | 1–0   | ديبريتسين |
| --------------- | ----- | --------- |
| بلاكو 65'       | تقرير |           |

| فاليتا     | 1–4   | بارتيزان                                                |
| ---------- | ----- | ------------------------------------------------------- |
| ميفسود 66' | تقرير | توميتش 6' · إيفانوف 33' · سكيبوفيتش 42' · أوستوييتش 71' |

| شامروك روفرز | 0–0   | إكراناس |
| ------------ | ----- | ------- |
|              | تقرير |         |

| باتي بوريسوف                                   | 3–2   | فاردار                           |
| ---------------------------------------------- | ----- | -------------------------------- |
| مازاليفسكي 41' · روديونوف 90+2' · سيميتش 90+4' | تقرير | كوستوفسكي 54' · ستييبانوفيتش 62' |

| أيل ليماسول                       | 3–0   | لينفيلد |
| --------------------------------- | ----- | ------- |
| فووهو 16' · أوون 30' · ديكسون 54' | تقرير |         |

| ماريبور                                                   | 4–1   | جيلييزنيتشار  |
| --------------------------------------------------------- | ----- | ------------- |
| بيريتش 47'، 76' · ميزغا 67' (ركل.) · ماركوس تافاريس 90+2' | تقرير | عادلوفيتش 15' |

| لودوغوريتس رازغراد | 1–1   | دينامو زغرب    |
| ------------------ | ----- | -------------- |
| مارسيلينهو 67'     | تقرير | روكافينا 90+3' |

| مولده                             | 3–0   | فنتسبليس |
| --------------------------------- | ----- | -------- |
| أنغان 53'، 83' · فورين 74' (ركل.) | تقرير |          |

| بودوتشنوست بودغوريتسا | 0–2   | شلوسك فروتسلاو              |
| --------------------- | ----- | --------------------------- |
|                       | تقرير | إلسنر 19' · ميلا 49' (ركل.) |

ملاحظات
ملاحظة 1: نيفتشي باكو لعب مباراته على أرضه في دالغا أرينا، باكو بما أن ملعبه ملعب عصمت غاييبوف لا يلبي معايير اليويفا.

### المواجهة الثانية
| شاختار قراغندي     | 1–1 (ب.و.إ.) | سلوفان ليبيريتس |
| ------------------ | ------------ | --------------- |
| كوكيييف 40' (ركل.) | تقرير        | بلاجيك 120'     |

سلوفان ليبيريتس فاز 2–1 بمجموع المباراتين.
| فنتسبليس     | 1–1   | مولده      |
| ------------ | ----- | ---------- |
| كوراكينس 24' | تقرير | أيكريم 37' |

مولده فاز 4–1 بمجموع المباراتين.
| ريد بول سالزبورغ                                              | 4–3   | إف.91 دوديلانغ                 |
| ------------------------------------------------------------- | ----- | ------------------------------ |
| يانتشر 28' · هينتريغر 37' · كريستيانو 81' (ركل.) · زاراتي 82' | تقرير | شتاينمتز 26'، 57' · يواكيم 48' |

4–4 بمجموع المباراتين. فاز إف.91 دوديلانغ بأهداف خارج القواعد.
| إيروني كريات شمونة         | 2–0   | زيلينا |
| -------------------------- | ----- | ------ |
| عابد 70' · أبو هاتزيرا 77' | تقرير |        |

إيروني كريات شمونة فاز 2–1 بمجموع المباراتين.
| إكراناس                         | 2–1   | شامروك روفرز |
| ------------------------------- | ----- | ------------ |
| أنجيلوفيتش 45+1' · كيمانتاس 63' | تقرير | ماكابي 90+2' |

إكراناس فاز 2–1 بمجموع المباراتين.
| زستافوني               | 2–2   | نيفتشي باكو                   |
| ---------------------- | ----- | ----------------------------- |
| موجيري 16' · دفالي 19' | تقرير | ووباي 22' · صادقوف 52' (ركل.) |

نيفتشي باكو 5–2 بمجموع المباراتين.
| شريف تيراسبول          | 1–0   | أوليسيس |
| ---------------------- | ----- | ------- |
| سامارادزيتش 66' (ركل.) | تقرير |         |

شريف تيراسبول 2–0 بمجموع المباراتين.
| بازل                   | 3–0   | فلورا تالين |
| ---------------------- | ----- | ----------- |
| زوا 9'، 31' · دياز 63' | تقرير |             |

بازل 5–0 بمجموع المباراتين.
| ديبريتسين                     | 3–0   | سكندربيو كورتشه |
| ----------------------------- | ----- | --------------- |
| كوليبالي 12'، 87' · فارغا 58' | تقرير |                 |

ديبريتسين 3–1 بمجموع المباراتين.
| بارتيزان                        | 3–1   | فاليتا     |
| ------------------------------- | ----- | ---------- |
| توميتش 10'، 67' · ميتروفيتش 73' | تقرير | ميفسود 60' |

| جيلييزنيتشار | 1–2   | ماريبور                          |
| ------------ | ----- | -------------------------------- |
| كفيسيتش 59'  | تقرير | إبرايمي 20' · ماركوس تافاريس 86' |

ماريبور فاز 6–2 بمجموع المباراتين.
| كي أر       | 1–2   | هلسنكي                   |
| ----------- | ----- | ------------------------ |
| أتلاسون 74' | تقرير | صادق 66' · ليندستروم 72' |

هلسنكي فاز 9–1 بمجموع المباراتين.
| هلسينغبورغ                      | 3–0   | ذا نيو سينتس |
| ------------------------------- | ----- | ------------ |
| عطا 8' · سوروم 27' · سانتوس 89' | تقرير |              |

هلسينغبورغ فاز 3–0 بمجموع المباراتين.
| فاردار | 0–0   | باتي بوريسوف |
| ------ | ----- | ------------ |
|        | تقرير |              |

باتي بوريسوف فاز 3–2 بمجموع المباراتين.
| لينفيلد | 0–0   | أيل ليماسول |
| ------- | ----- | ----------- |
|         | تقرير |             |

أيل ليماسول فاز 3–0 بمجموع المباراتين.
| دينامو زغرب                    | 3–2   | لودوغوريتس رازغراد            |
| ------------------------------ | ----- | ----------------------------- |
| روكافينا 33'، 60' · فيدا 90+8' | تقرير | غارغوروف 12' · مارسيلينهو 36' |

دينامو زغرب فاز 4–3 بمجموع المباراتين.
| شلوسك فروتسلاو | 0–1   | بودوتشنوست بودغوريتسا |
| -------------- | ----- | --------------------- |
|                | تقرير | فوكتشيفيتش 15'        |

شلوسك فروتسلاو 2–1 بمجموع المباراتين.
ملاحظات
ملاحظة 2: إيروني كريات شمونة لعب مباراته على أرضه في ملعب كريات إليعيزر، حيفا بما أن ملعبه ملعب كريات شمونة البلدي لا يلبي معايير اليويفا.
ملاحظة 3: ديبريتسين لعب مباراته على أرضه في ملعب فاروسي، نيرغهازا بما أن ملعبه ملعب أولاه غابور أوت لا يلبي معايير اليويفا.
ملاحظة 4: جيلييزنيتشار لعب مباراته على أرضه في ملعب عاصم فرهادوفيتش هاسا، سراييفو بما أن ملعبه ملعب غربافيتسا لا يلبي معايير اليويفا.

## الدور التأهيلي الثالث

### التصنيف
| مسار الأبطال                                                    | مسار الأبطال                                                  | مسار الأبطال                                           | مسار الأبطال                                            | مسار الدوري                                | مسار الدوري                      |
| المجموعة 1                                                      | المجموعة 1                                                    | المجموعة 2                                             | المجموعة 2                                              | مسار الدوري                                | مسار الدوري                      |
| مصنف                                                            | غير مصنف                                                      | مصنف                                                   | غير مصنف                                                | مصنف                                       | غير مصنف                         |
| --------------------------------------------------------------- | ------------------------------------------------------------- | ------------------------------------------------------ | ------------------------------------------------------- | ------------------------------------------ | -------------------------------- |
| آندرلخت باتي بوريسوف† إف.91 دوديلانغ† سي إف آر كلوج هلسينغبورغ† | ديبريتسين† ماريبور† سلوفان ليبيريتس† شلوسك فروتسلاو† إكراناس† | بازل† سيلتيك دينامو زغرب† إيروني كريات شمونة† بارتيزان | شريف تيراسبول† مولده† هلسنكي† أيل ليماسول† نيفتشي باكو† | دينامو كييف باناثينايكوس كوبنهاغن فنربختشة | كلوب بروج فاسلوي فيينورد ماذرويل |

† لم تعرف هوية الفائزين في الجولة السابقة عند وقت القرعة (الفرق الظاهرة بالمائل فازت على فريق لديه معامل أفضل في الدور السابق، وبالتالي يتخذ بفعالية معامل خصمه في قرعة هذا الدور)

### المباريات
| الفريق الأول       | إجم.         | الفريق الثاني   | مباراة الذهاب | مباراة الإياب |              |
| مسار الأبطال       | مسار الأبطال | مسار الأبطال    | مسار الأبطال  | مسار الأبطال  | مسار الأبطال |
| ------------------ | ------------ | --------------- | ------------- | ------------- | ------------ |
| ماريبور            | 5–1          | إف.91 دوديلانغ  | 4–1           | 1–0           |              |
| باتي بوريسوف       | 3–1          | ديبريتسين       | 1–1           | 2–0           |              |
| سي إف آر كلوج      | 3–1          | سلوفان ليبيريتس | 1–0           | 2–1           |              |
| آندرلخت            | 11–0         | إكراناس         | 5–0           | 6–0           |              |
| شلوسك فروتسلاو     | 1–6          | هلسينغبورغ      | 0–3           | 1–3           |              |
| شريف تيراسبول      | 0–5          | دينامو زغرب     | 0–1           | 0–4           |              |
| سيلتيك             | 4–1          | هلسنكي          | 2–1           | 2–0           |              |
| مولده              | 1–2          | بازل            | 0–1           | 1–1           |              |
| إيروني كريات شمونة | 6–2          | نيفتشي باكو     | 4–0           | 2–2           |              |
| أيل ليماسول        | 2–0          | بارتيزان        | 1–0           | 1–0           |              |
| مسار الدوري        |              |                 |               |               |              |
| فنربختشة           | 5–2          | فاسلوي          | 1–1           | 4–1           |              |
| ماذرويل            | 0–5          | باناثينايكوس    | 2–0           | 3–0           |              |
| كوبنهاغن           | 3–2          | كلوب بروج       | 0–0           | 3–2           |              |
| دينامو كييف        | 3–1          | فيينورد         | 2–1           | 1–0           |              |

### المواجهة الأولى
| دينامو كييف                   | 2–1   | فيينورد  |
| ----------------------------- | ----- | -------- |
| إيمرس 56' (بالخطأ) · إديي 69' | تقرير | شاكن 49' |

| ماذرويل | 0–2   | باناثينايكوس                      |
| ------- | ----- | --------------------------------- |
|         | تقرير | كريستودولوبولوس 14' · مافرياس 76' |

| باتي بوريسوف          | 1–1   | ديبريتسين  |
| --------------------- | ----- | ---------- |
| سيديبي 90+3' (بالخطأ) | تقرير | سيديبي 67' |

| إيروني كريات شمونة                                       | 4–0   | نيفتشي باكو |
| -------------------------------------------------------- | ----- | ----------- |
| باداش 42' (ركل.) · أبو هاتزيرا 52' · غيرزيتشيتش 70'، 76' | تقرير |             |

| شريف تيراسبول | 0–1   | دينامو زغرب |
| ------------- | ----- | ----------- |
|               | تقرير | بيكيراي 14' |

| مولده | 0–1   | بازل    |
| ----- | ----- | ------- |
|       | تقرير | زوا 79' |

| أيل ليماسول | 1–0   | بارتيزان |
| ----------- | ----- | -------- |
| فووهو 13'   | تقرير |          |

| ماريبور                                   | 4–1   | إف.91 دوديلانغ |
| ----------------------------------------- | ----- | -------------- |
| ميزغا 13'، 47' · تافاريس 38' · بيريتش 77' | تقرير | يواكيم 90+2'   |

| آندرلخت                                                   | 5–0   | إكراناس |
| --------------------------------------------------------- | ----- | ------- |
| دي سوتر 2' · كانو 21' · مبوكاني 41'، 52' · يوفانوفيتش 87' | تقرير |         |

| كوبنهاغن | 0–0   | كلوب بروج |
| -------- | ----- | --------- |
|          | تقرير |           |

| سي إف آر كلوج   | 1–0   | سلوفان ليبيريتس |
| --------------- | ----- | --------------- |
| كادو 53' (ركل.) | تقرير |                 |

| شلوسك فروتسلاو | 0–3   | هلسينغبورغ                                     |
| -------------- | ----- | ---------------------------------------------- |
|                | تقرير | فينبوغاسون 36' · ك. أندرسون 72' · نوردمارك 85' |

| سيلتيك                | 2–1   | هلسنكي   |
| --------------------- | ----- | -------- |
| هوبر 54' · مولغرو 61' | تقرير | شولر 48' |

| فنربختشة    | 1–1   | فاسلوي    |
| ----------- | ----- | --------- |
| إرتيغون 90' | تقرير | أنتال 75' |

ملاحظات
ملاحظة 5: إيروني كريات شمونة لعب مباراته على أرضه في ملعب كريات إليعيزر، حيفا بما أن ملعبه ملعب كريات شمونة البلدي لا يلبي معايير اليويفا.
ملاحظة 6: أيل ليماسول لعب مباراته على أرضه في ملعب جي إس بي، نيقوسيا بدلا من ملعبه ملعب أنطونيس بابادوبولوس.

### المواجهة الثانية
| فيينورد | 0–1   | دينامو كييف |
| ------- | ----- | ----------- |
|         | تقرير | إديي 90+6'  |

دينامو كييف فاز 3–1 بمجموع المباراتين.
| ديبريتسين | 0–2   | باتي بوريسوف                  |
| --------- | ----- | ----------------------------- |
|           | تقرير | مازاليفسكي 25' · فالادزكو 59' |

باتي بوريسوف فاز 3–1 بمجموع المباراتين.
| إف.91 دوديلانغ | 0–1   | ماريبور    |
| -------------- | ----- | ---------- |
|                | تقرير | ميرتيل 79' |

ماريبور فاز 5–1 بمجموع المباراتين.
| هلسينغبورغ          | 3–1   | شلوسك فروتسلاو |
| ------------------- | ----- | -------------- |
| سوروم 43'، 49'، 68' | تقرير | دياز 31'       |

هلسينغبورغ فاز 6–1 بمجموع المباراتين.
| نيفتشي باكو                | 2–2   | إيروني كريات شمونة       |
| -------------------------- | ----- | ------------------------ |
| ووباي 31' · إمامفردييف 76' | تقرير | باداش 50' · لينتشي 90+1' |

إيروني كريات شمونة فاز 6–2 بمجموع المباراتين.
| سلوفان ليبيريتس | 1–2   | سي إف آر كلوج                |
| --------------- | ----- | ---------------------------- |
| شورال 58'       | تقرير | كابيتانوس 45+1' · سوغو 90+4' |

سي إف آر كلوج فاز 3–1 بمجموع المباراتين.
| إكراناس | 0–6   | آندرلخت                                                                           |
| ------- | ----- | --------------------------------------------------------------------------------- |
|         | تقرير | كليستان 9' · برايت 31' · ياكوفينكو 45+3' · دي سوتر 47' · مولينز 62' · فرناندو 87' |

آندرلخت فاز 11–0 بمجموع المباراتين.
| هلسنكي | 0–2   | سيلتيك                  |
| ------ | ----- | ----------------------- |
|        | تقرير | ليدلي 67' · ساماراس 86' |

سيلتيك فاز 4–1 بمجموع المباراتين.
| بازل         | 1–1   | مولده     |
| ------------ | ----- | --------- |
| د. ديغين 75' | تقرير | بيرغت 32' |

بازل فاز 2–1 بمجموع المباراتين.
| فاسلوي      | 1–4   | فنربختشة                             |
| ----------- | ----- | ------------------------------------ |
| نيكولاي 14' | تقرير | إركين 12' · كويت 71'، 76' · سو 90+2' |

فنربختشة فاز 5–2 بمجموع المباراتين.
| كلوب بروج                | 2–3   | كوبنهاغن                                  |
| ------------------------ | ----- | ----------------------------------------- |
| جوردي 24' · أودجيدجا 66' | تقرير | يورغنسن 61' · بولانيوس 78' · سانتين 90+5' |

كوبنهاغن فاز 3–2 بمجموع المباراتين.
| دينامو زغرب                                     | 4–0   | شريف تيراسبول |
| ----------------------------------------------- | ----- | ------------- |
| فيدا 16' · بيكيراي 34' · تشوب 78' · إيبانيز 87' | تقرير |               |

دينامو زغرب فاز 5–0 بمجموع المباراتين.
| بارتيزان | 0–1   | أيل ليماسول     |
| -------- | ----- | --------------- |
|          | تقرير | دوسا جونيور 23' |

أيل ليماسول فاز 2–0 بمجموع المباراتين.
| باناثينايكوس                                   | 3–0   | ماذرويل |
| ---------------------------------------------- | ----- | ------- |
| كريستودولوبولوس 51' · مافرياس 75' · سيسوكو 83' | تقرير |         |

باناثينايكوس فاز 5–0 بمجموع المباراتين.
ملاحظات
ملاحظة 7: ديبريتسين لعب مباراته على أرضه في ملعب فاروسي، نيرغهازا بما أن ملعبه ملعب أولاه غابور أوت لا يلبي معايير اليويفا.
ملاحظة 8: نيفتشي باكو لعب مباراته على أرضه في دالغا أرينا، باكو بما أن ملعبه ملعب عصمت غاييبوف لا يلبي معايير اليويفا.
ملاحظة 9: إكراناس لعب مباراته على أرضه في ملعب إل إف إف، فيلنيوس بما أن ملعبه ملعب أوكشتايتيا لا يلبي معايير اليويفا.
ملاحظة 10: فاسلوي لعب مباراته على أرضه في ملعب كيالاول، بياترا نيامتس بما أن ملعبه الملعب البلدي لا يلبي معايير اليويفا.

## الدور الفاصل

### التصنيف
| مسار الأبطال                                 | مسار الأبطال                                                    | مسار الدوري                                           | مسار الدوري                                      | مسار الدوري |
| مصنف                                         | غير مصنف                                                        | مصنف                                                  | غير مصنف                                         |             |
| -------------------------------------------- | --------------------------------------------------------------- | ----------------------------------------------------- | ------------------------------------------------ | ----------- |
| بازل آندرلخت سيلتيك باتي بوريسوف دينامو زغرب | سي إف آر كلوج هلسينغبورغ ماريبور أيل ليماسول إيروني كريات شمونة | براغا دينامو كييف باناثينايكوس كوبنهاغن سبارتاك موسكو | فنربختشة أودينيزي ليل مالقا بوروسيا مونشنغلادباخ |             |

### المباريات
| الفريق الأول         | إجم.         | الفريق الثاني      | مباراة الذهاب | مباراة الإياب |              |
| مسار الأبطال         | مسار الأبطال | مسار الأبطال       | مسار الأبطال  | مسار الأبطال  | مسار الأبطال |
| -------------------- | ------------ | ------------------ | ------------- | ------------- | ------------ |
| بازل                 | 1–3          | سي إف آر كلوج      | 1–2           | 0–1           |              |
| هلسينغبورغ           | 0–4          | سيلتيك             | 0–2           | 0–2           |              |
| باتي بوريسوف         | 3–1          | إيروني كريات شمونة | 2–0           | 1–1           |              |
| أيل ليماسول          | 2–3          | آندرلخت            | 2–1           | 0–2           |              |
| دينامو زغرب          | 3–1          | ماريبور            | 2–1           | 1–0           |              |
| مسار الدوري          |              |                    |               |               |              |
| براغا                | 2–2 (5–4 ر)  | أودينيزي           | 1–1           | 1–1 (ب.و.إ.)  |              |
| سبارتاك موسكو        | 3–2          | فنربختشة           | 2–1           | 1–1           |              |
| مالقا                | 2–0          | باناثينايكوس       | 2–0           | 0–0           |              |
| بوروسيا مونشنغلادباخ | 3–4          | دينامو كييف        | 1–3           | 2–1           |              |
| كوبنهاغن             | 1–2          | ليل                | 1–0           | 0–2           |              |

ملاحظات
ملاحظة 11: تم عكس ترتيب المواجهتين بعد القرعة الأصلية.

### المواجهة الأولى
| سبارتاك موسكو                 | 2–1   | فنربختشة |
| ----------------------------- | ----- | -------- |
| إمينيكي 59' · د. كومباروف 69' | تقرير | كويت 65' |

| بازل       | 1–2   | سي إف آر كلوج |
| ---------- | ----- | ------------- |
| ستريلر 44' | تقرير | سوغو 66'، 71' |

| هلسينغبورغ | 0–2   | سيلتيك                  |
| ---------- | ----- | ----------------------- |
|            | تقرير | كومونز 2' · ساماراس 75' |

| بوروسيا مونشنغلادباخ | 1–3   | دينامو كييف                                         |
| -------------------- | ----- | --------------------------------------------------- |
| رينغ 13'             | تقرير | ميخاليك 28' · يارمولينكو 36' · دي يونغ 81' (بالخطأ) |

| كوبنهاغن   | 1–0   | ليل |
| ---------- | ----- | --- |
| سانتين 38' | تقرير |     |

| باتي بوريسوف      | 2–0   | إيروني كريات شمونة |
| ----------------- | ----- | ------------------ |
| روديونوف 29'، 78' | تقرير |                    |

| أيل ليماسول                     | 2–1   | آندرلخت     |
| ------------------------------- | ----- | ----------- |
| دوسا جونيور 34' · روي ميغيل 72' | تقرير | مبوكاني 62' |

| دينامو زغرب           | 2–1   | ماريبور             |
| --------------------- | ----- | ------------------- |
| تشوب 10' · باديلي 74' | تقرير | باديلي 39' (بالخطأ) |

| براغا        | 1–1   | أودينيزي  |
| ------------ | ----- | --------- |
| إسماعيلي 68' | تقرير | باستا 23' |

| مالقا                      | 2–0   | باناثينايكوس |
| -------------------------- | ----- | ------------ |
| ديميكيليس 17' · إليسيو 34' | تقرير |              |

ملاحظات
ملاحظة 12: باتي بوريسوف لعب مباراته على أرضه في ملعب دينامو، مينسك بدلا من ملعبه ملعب هارادسكي.
ملاحظة 13: أيل ليماسول لعب مباراته على أرضه في ملعب جي إس بي، نيقوسيا بدلا من ملعبه ملعب تسيريون.

### المواجهة الثانية
| إيروني كريات شمونة | 1–1   | باتي بوريسوف |
| ------------------ | ----- | ------------ |
| لينتشي 67'         | تقرير | بافلاف 90+4' |

باتي بوريسوف فاز 3–1 بمجموع المباراتين.
| آندرلخت                     | 2–0   | أيل ليماسول |
| --------------------------- | ----- | ----------- |
| مبوكاني 81' · ياكوفينكو 89' | تقرير |             |

آندرلخت فاز 3–2 بمجموع المباراتين.
| ماريبور | 0–1   | دينامو زغرب |
| ------- | ----- | ----------- |
|         | تقرير | تونيل 12'   |

دينامو زغرب فاز 3–1 بمجموع المباراتين.
| أودينيزي   | 1–1 (ب.و.إ.) | براغا       |
| ---------- | ------------ | ----------- |
| أرميرو 25' | تقرير        | ميكائيل 72' |

1–1 بمجموع المباراتين. فاز براغا 5–4 بركلات الترجيح.
| باناثينايكوس | 0–0   | مالقا |
| ------------ | ----- | ----- |
|              | تقرير |       |

مالقا فاز 2–0 بمجموع المباراتين.
| سي إف آر كلوج | 1–0   | بازل |
| ------------- | ----- | ---- |
| كابيتانوس 20' | تقرير |      |

فاز سي إف آر كلوج 3–1 في المجموع.
| سلتيك                 | 2–0   | هلسينغبورغ |
| --------------------- | ----- | ---------- |
| هوبر 30' · ونياما 88' | تقرير |            |

فاز سلتيك 4–0 في المجموع.
| فنربخشة | 1–1   | سبارتاك موسكو |
| ------- | ----- | ------------- |
| سو 69'  | تقرير | أري 6'        |

فاز سبارتاك موسكو 3–2 في المجموع.
| دينامو كييف | 1–2   | بوروسيا مونشنغلادباخ             |
| ----------- | ----- | -------------------------------- |
| إيديي 88'   | تقرير | خاتشيريدي 70' (ضد.) · أرانغو 78' |

فاز دينامو كييف 4–3 في المجموع.
| ليل                       | 2–0 (ب.و.إ.) | كوبنهاغن |
| ------------------------- | ------------ | -------- |
| دينييه 43' · دي ميلو 105' | تقرير        |          |

فاز ليل 2–1 في المجموع.
ملاحظات
ملاحظة 14: إيروني كريات شمونة سيلعب مباراته على أرضه في ملعب رمات غان، رمات غان بما أن ملعبه ملعب كريات شمونة البلدي لا يلبي معايير اليويفا.